# Normalisation Unicode
La normalisation Unicode est une normalisation de texte qui transforme des caractères ou séquences de caractères équivalents en représentation fondamentale afin que celle-ci puisse être facilement comparée.
La décomposition canonique peut être utilisée dans l’échange normalisé de textes. Elle permet d’effectuer une comparaison binaire tout en conservant une équivalence canonique avec le texte non normalisé d’origine.

## NFD
Les caractères sont décomposés par équivalence canonique et réordonnés.
| chaîne       | caractères |   | caractères normalisés | chaîne normalisée |
| ------------ | ---------- | - | --------------------- | ----------------- |
| À            | A + ◌̀      | = | A + ◌̀                 | À                 |
| ẹ́            | e + ◌́ + ◌̣  | → | e + ◌̣ + ◌́             | ẹ́                 |
| ñ            | ñ          | → | n + ◌̃                 | ñ                 |
| Ω (ohm)      | Ω          | → | Ω                     | Ω (oméga)         |
| ﬁ (ligature) | ﬁ          | = | ﬁ                     | ﬁ (ligature)      |
| ² (exposant) | ²          | = | ²                     | ² (exposant)      |
| 한           | 한         | → | ᄒ + ᅡ + ᆫ              | 한                |
| が           | か + ◌゙     | = | か + ◌゙                | が                |
| ئ            | ئ          | → | ي + ◌ٔ                 | ئ                 |
| בּ            | בּ          | → | ב + ◌ּ                 | בּ                 |

## NFC
Les caractères sont décomposés par équivalence canonique, réordonnés, et composés par équivalence canonique.
| chaîne       | caractères |   | caractères normalisés | chaîne normalisée |
| ------------ | ---------- | - | --------------------- | ----------------- |
| À            | A + ◌̀      | → | À                     | À                 |
| ẹ́            | e + ◌́ + ◌̣  | → | ẹ + ◌́                 | ẹ́                 |
| ñ            | ñ          | = | ñ                     | ñ                 |
| Ω (ohm)      | Ω          | → | Ω                     | Ω (oméga)         |
| ﬁ (ligature) | ﬁ          | = | ﬁ                     | ﬁ (ligature)      |
| ² (exposant) | ²          | = | ²                     | ² (exposant)      |
| 한           | 한         | = | 한                    | 한                |
| が           | か + ◌゙     | → | が                    | が                |
| ئ            | ئ          | = | ئ                     | ئ                 |
| בּ            | בּ          | → | ב + ◌ּ                 | בּ                 |

## NFKD
Les caractères sont décomposés par équivalence canonique et de compatibilité, et sont réordonnés.
| chaîne       | caractères |   | caractères normalisés | chaîne normalisée |
| ------------ | ---------- | - | --------------------- | ----------------- |
| À            | A + ◌̀      | = | A + ◌̀                 | À                 |
| ẹ́            | e + ◌́ + ◌̣  | → | e + ◌̣ + ◌́             | ẹ́                 |
| ñ            | ñ          | → | n + ◌̃                 | ñ                 |
| Ω (ohm)      | Ω          | → | Ω                     | Ω (oméga)         |
| ﬁ (ligature) | ﬁ          | → | f + i                 | fi                |
| ² (exposant) | ²          | → | 2                     | 2                 |
| 한           | 한         | → | ᄒ + ᅡ + ᆫ              | 한                |
| が           | か + ◌゙     | = | か + ◌゙                | が                |
| ئ            | ئ          | → | ي + ◌ٔ                 | ئ                 |
| בּ            | בּ          | → | ב + ◌ּ                 | בּ                 |

## NFKC
Les caractères sont décomposés par équivalence canonique et de compatibilité, sont réordonnés et sont composés par équivalence canonique.
| chaîne       | caractères |   | caractères normalisés | chaîne normalisée |
| ------------ | ---------- | - | --------------------- | ----------------- |
| À            | A + ◌̀      | → | À                     | À                 |
| ẹ́            | e + ◌́ + ◌̣  | → | ẹ + ◌́                 | ẹ́                 |
| ñ            | ñ          | = | ñ                     | ñ                 |
| Ω (ohm)      | Ω          | → | Ω                     | Ω (oméga)         |
| ﬁ (ligature) | ﬁ          | → | f + i                 | fi                |
| ² (exposant) | ²          | → | 2                     | 2                 |
| 한           | 한         | = | 한                    | 한                |
| が           | か + ◌゙     | → | が                    | が                |
| ئ            | ئ          | = | ئ                     | ئ                 |
| בּ            | בּ          | → | ב + ◌ּ                 | בּ                 |